# Ala Kudriávtseva
Ala Aleksándrovna Kudriávtseva (en ruso: А́лла Алекса́ндровна Кудря́вцева; Moscú, Rusia, 3 de noviembre de 1987) es una extenista profesional de Rusia.

## Títulos WTA (10; 1+9)

### Individual (1)
| Leyenda: Antes de 2009 | Leyenda: A partir de 2009 |
| ---------------------- | ------------------------- |
| Grand Slam (0)         |                           |
| WTA Championships (0)  |                           |
| Tier I (0)             | Premier Mandatory (0)     |
| Tier II (0)            | Premier 5 (0)             |
| Tier III (0)           | Premier (0)               |
| Tier IV & V (0)        | International (1)         |

| N.º | Fecha                    | Torneo   | Superficie | Oponente en la final | Resultado |
| --- | ------------------------ | -------- | ---------- | -------------------- | --------- |
| 1.  | 26 de septiembre de 2010 | Tashkent | Dura       | Yelena Vesniná       | 6-4, 6-4  |

#### Finalista (1)
| N.º | Fecha                    | Torneo    | Superficie | Oponente en la final | Resultado |
| --- | ------------------------ | --------- | ---------- | -------------------- | --------- |
| 1.  | 19 de septiembre de 2010 | Guangzhou | Dura       | Jarmila Groth        | 1-6, 2-6  |

### Dobles (9)
| Leyenda: Antes de 2009     | Leyenda: A partir de 2009 |
| -------------------------- | ------------------------- |
| Grand Slam (0)             |                           |
| WTA Tour Championships (0) |                           |
| Tier I (0)                 | Premier Mandatory (0)     |
| Tier II (0)                | Premier 5 (0)             |
| Tier III (1)               | Premier (3)               |
| Tier IV & V (0)            | International (5)         |

| N.º | Fecha                    | Torneos          | Superficie    | Pareja              | Oponentes en la final                  | Resultado           |
| --- | ------------------------ | ---------------- | ------------- | ------------------- | -------------------------------------- | ------------------- |
| 1.  | 23 de septiembre de 2007 | Calcuta          | Dura          | Vania King          | Alberta Brianti Mariya Koryttseva      | 6-1, 6-4            |
| 2.  | 19 de junio de 2010      | 's-Hertogenbosch | Hierba        | Anastasia Rodionova | Vania King Yaroslava Shvédova          | 3-6, 6-3, [10-6]    |
| 3.  | 19 de febrero de 2011    | Memphis          | Dura (i)      | Olga Govortsova     | Andrea Hlaváčková Lucie Hradecká       | 6-3, 4-6, [10-8]    |
| 4.  | 12 de junio de 2011      | Birmingham       | Hierba        | Olga Govortsova     | Sara Errani Roberta Vinci              | 1-6, 6-1, [10-5]    |
| 5.  | 15 de septiembre de 2013 | Quebec           | Dura          | Anastasia Rodionova | Andrea Hlaváčková Lucie Hradecká       | 6-4, 6-3            |
| 6.  | 4 de enero de 2014       | Brisbane         | Dura          | Anastasia Rodionova | Kristina Mladenovic Galina Voskobóyeva | 6-3, 6-1            |
| 7.  | 22 de febrero de 2014    | Dubái            | Dura          | Anastasia Rodionova | Raquel Kops-Jones Abigail Spears       | 6-2, 5-7, [10-8]    |
| 8.  | 12 de octubre de 2014    | Tianjin          | Dura          | Anastasia Rodionova | Sorana Cîrstea Andreja Klepač          | 6-7(6), 6-2, [10-8] |
| 9.  | 8 de abril de 2018       | Charleston       | Tierra batida | Katarina Srebotnik  | Andreja Klepač María José Martínez     | 6-3, 6-3            |

#### Finalista (11)
| N.º | Fecha                    | Torneos         | Superficie    | Pareja                   | Oponentes en la final               | Resultado           |
| --- | ------------------------ | --------------- | ------------- | ------------------------ | ----------------------------------- | ------------------- |
| 1.  | 18 de febrero de 2007    | Bangalore       | Dura          | Su-Wei Hsieh             | Yung-Jan Chan Chia-Jung Chuang      | 7-6(4), 2-6, [9-11] |
| 2.  | 13 de julio de 2008      | Palermo         | Tierra batida | Anastasía Pavliuchénkova | Sara Errani Nuria Llagostera        | 6-2, 6-7(1), [4-10] |
| 3.  | 11 de octubre de 2009    | Pekín           | Dura          | Yekaterina Makárova      | Su-Wei Hsieh Shuai Peng             | 3-6, 1-6            |
| 4.  | 22 de mayo de 2010       | Estrasburgo     | Tierra batida | Anastasia Rodionova      | Alizé Cornet Vania King             | 6-3, 4-6, [7-10]    |
| 5.  | 31 de julio de 2011      | Washington      | Dura          | Olga Govortsova          | Sania Mirza Yaroslava Shvédova      | 3-6, 3-6            |
| 6.  | 20 de octubre de 2013    | Moscú           | Dura (i)      | Anastasia Rodionova      | Svetlana Kuznetsova Samantha Stosur | 1-6, 6-1, [8-10]    |
| 7.  | 2 de febrero de 2014     | Pattaya City    | Dura          | Anastasia Rodionova      | Shuai Peng Shuai Zhang              | 6-3, 6-7(5), [6-10] |
| 8.  | 19 de junio de 2016      | Birmingham      | Hierba        | Vania King               | Karolína Plíšková Barbora Strýcová  | 3-6, 6-7(1)         |
| 9.  | 18 de septiembre de 2016 | Quebec          | Dura (i)      | Aleksandra Panova        | Andrea Hlaváčková Lucie Hradecká    | 6-7(2), 6-7(2)      |
| 10. | 30 de julio de 2017      | Nanchang        | Dura          | Arina Rodionova          | Jiang Xinyu Tang Qianhui            | 3-6, 2-6            |
| 11. | 4 de febrero de 2018     | San Petersburgo | Dura (i)      | Katarina Srebotnik       | Timea Bacsinszky Vera Zvonariova    | 6-2, 1-6, [3-10]    |

## Clasificación en torneos del Grand Slam

### Individual
| Torneo                 | 2007 | 2008 | 2009 | 2010 | 2011 | 2012 | 2013 | 2014 | 2015 | 2016 | G-P | Títulos |
| ---------------------- | ---- | ---- | ---- | ---- | ---- | ---- | ---- | ---- | ---- | ---- | --- | ------- |
| Australian Open        | 2R   | 1R   | 1R   | 2R   | 1R   | 1R   | -    | 2R   | 1R   | -    | 3–8 | 0       |
| Roland Garros          | 3R   | 1R   | 2R   | 1R   | 1R   | -    | -    | -    | -    | -    | 3–5 | 0       |
| Wimbledon              | 1R   | 4R   | 1R   | 2R   | 1R   | -    | -    | -    | -    | -    | 4–5 | 0       |
| US Open                | 1R   | 1R   | 1R   | 1R   | 3R   | 1R   | -    | -    | -    | -    | 2–6 | 0       |
| WTA Tour Championships | -    | -    | -    | -    | -    | -    | -    | -    | -    |      | 0-0 | 0       |

### Dobles
| Torneo                 | 2007 | 2008 | 2009 | 2010 | 2011 | 2012 | 2013 | 2014 | 2015 | 2016 | G-P   | Títulos |
| ---------------------- | ---- | ---- | ---- | ---- | ---- | ---- | ---- | ---- | ---- | ---- | ----- | ------- |
| Australian Open        | 2R   | 2R   | 2R   | 2R   | 3R   | CF   | 1R   | 1R   | 3R   | CF   | 14–10 | 0       |
| Roland Garros          | 2R   | 1R   | 1R   | 3R   | 2R   | 1R   | 3R   | 1R   | 2R   | 1R   | 7–10  | 0       |
| Wimbledon              | 1R   | 3R   | 3R   | 3R   | 2R   | 1R   | 1R   | CF   | 3R   | 2R   | 13–10 | 0       |
| US Open                | 1R   | 1R   | 3R   | 2R   | 3R   | 1R   | 2R   | 3R   | CF   | 3R   | 13–10 | 0       |
| WTA Tour Championships | -    | -    | -    | -    | -    | -    | -    | -    | -    |      | 0-0   | 0       |